# Neurobasis anumariae
Neurobasis anumariae – gatunek ważki z rodziny świteziankowatych (Calopterygidae).